# 日本計画行政学会
一般社団法人日本計画行政学会（にほんけいかくぎょうせいがっかい、英名Japan Association for Planning Administration）は日本の学術団体。
1977年に中山伊知郎を初代会長として設立され、現在の会長は坂野達郎（東京工業大学教授）。1300人規模の会員を擁する。日本の国土計画や各地域の発展に関心をもつ専門家たちの集まりで、主に公共経済学者、地域経済学者、環境工学者などが参加している。研究者だけではなく、行政担当者や企業の実務者との相互交流を理念に掲げる。

## 主な事業
- 機関誌『計画行政』を年4回発行[2]し、全国大会を年1回開いている[3]。
- 以下の賞を与えている。[4]
  - 日本計画行政学会賞功績賞 - 主に斯界の重鎮を受賞対象とする。
  - 日本計画行政学会学会賞学術賞 - 論文賞、奨励賞、論説賞の3つがあり、中堅および若手の研究者を対象とする。
  - 日本計画行政学会学会賞計画賞 - 個人ではなく、優れた計画に対して与えられる。